# Krzysztof Królczyk
Krzysztof Królczyk (ur. 1970) – polski historyk, doktor habilitowany nauk humanistycznych. Specjalizuje się w historii starożytnego Rzymu. Profesor nadzwyczajny w Instytucie Historii Uniwersytetu im. Adama Mickiewicza w Poznaniu, gdzie pracuje w Zakładzie Historii Społeczeństw Antycznych. Od roku 2017 kierownik tego Zakładu.
Stopień doktorski uzyskał w 1998 na podstawie pracy pt. "Weteranie w życiu społeczno-politycznym prowincji naddunajskich w okresie
Cesarstwa Rzymskiego (I–III w. n.e.)" (promotorem był prof. Leszek Mrozewicz). Habilitował się w 2014 na podstawie oceny dorobku naukowego i rozprawy pt. "Propagatio Imperii. Cesarstwo Rzymskie a świat zewnętrzny w
okresie rządów Septymiusza Sewera (193-211 r.)".